# 壤口乡
壤口乡，是中华人民共和国四川省阿坝藏族羌族自治州红原县曾经下辖的一个乡。

## 行政区划
壤口乡撤销前下辖以下地区：
壤口村。